# Ewert Ljusberg
Karl Ewert Alvar Ljusberg, född 7 maj 1945 i Hede, död 1 oktober 2021 i Österplana distrikt, var en svensk artist och Republiken Jamtlands president från 1989 till sin död.

## Biografi
Under sin tid som professionell artist från 1971 samarbetade Ljusberg med flera framträdande vissångare, till exempel Sid Jansson, Cornelis Vreeswijk och Billey Shamrock. Han var även skådespelare i Riksteaterns Joe Hill och i musikalen Jesus Christ Superstar. Ett flertal skivor blev det genom åren från Goknul 1972 till Bär mig i ditt hjärta 2019. Han gjorde också plattor med Bengt Sändh, Iggesundsgänget och brodern Arne Ljusberg. Känd för TV-publiken blev han som historieberättare i Har du hört den förut? 1983–1996 tillsammans med Margareta Kjellberg. Många av hans texter är skrivna på härjedalska.
Ljusberg utsågs 1989 till president av Republiken Jamtland. Varje år uppträdde han på festivalen Storsjöyran i Östersund, då han vid midnatt på lördagen höll tal. Han gav som president upphov till Jamtelagen, en motskrift till Jantelagen. Ljusberg utsågs 2004 till hederspresident i republiken Önneköp, en by i Skåne, som inspirerats av både Jämtland och Ljusberg.
Han var sommarpratare i Sveriges Radio vid fem tillfällen under somrarna 1983–1987.
Ljusberg var aktiv syndikalist under flera decennier.
Ewert Ljusberg är begravd på Hede kyrkogård.

## Diskografi
- 1972 – Goknul!
- 1975 – Och inte kallar jag det att gråta...
- 1977 – Possokongro  (med Iggesundsgänget)
- 1978 – Huvva för e' hippä!'
- 1979 – U' hunnsmjôlsposson (med Arne Ljusberg)
- 1981 – Guds bästa barn
- 1983 – Skamgrepp (med Bengt Sändh)
- 1984 – Lån' mä tänder (med Arne Ljusberg)
- 1985 – Spökmatrosens sånger
- 1986 – Splitternya visor – Nils Ferlin (med Bernt Johansson)
- 1992 – Spotlight – Ewert Ljusberg
- 1995 – Raw Roots (med Torgny "Kingen" Karlsson)
- 1998 – Boca Louca Nights (inspelad på São Tomé)
- 2003 – Tack för kaffet
- 2006 – Ewert – livs levande
- 2006 – Ljusbergs väg
- 2008 – Songs for Beauties and Beasts
- 2019 – Bär mig i ditt hjärta

## Filmografi
- 1975 – Ställ krav på din arbetsmiljö!
- 2002 – Lilo & Stitch
- 2018 – Tror du jag ljuger? (TV-serie)

## Priser och utmärkelser
- 1989 – Fred Åkerström-stipendiet
- 2003 – Nils Ferlin-Sällskapets trubadurpris
- 2006 – Cornelis Vreeswijk-stipendiet
- 2008 – Ulf Peder Olrog-stipendiet

### Fotnoter
1. ↑  Ljusberg, Ewert i Vem är det 2001
2. ↑  P4 Jämtland 2 oktober 2021: Ewert Ljusberg har avlidit, läst 3 oktober 2021
3. ↑  ”Jamtelagen”. Republiken Jämtland. 30 juli 2016. Arkiverad från originalet den 17 december 2021. https://web.archive.org/web/20211217162906/https://republikenjamtland.se/Jamtelagen.html. Läst 23 maj 2022.
4. ↑  ”Önneköp Nu”. Önneköp Nu. Arkiverad från originalet den 5 november 2022. https://web.archive.org/web/20221105181400/https://onnekop.nu/. Läst 5 november 2022.
5. ↑  ”Sommar- och vintervärdar 1959-” ( PDF). Sveriges Radio. sid. 30. https://sverigesradio.se/diverse/appdata/isidor/files/2071/e186f4e2-4d7a-4309-ac04-900664c2cd37.pdf. Läst 3 oktober 2021.
6. ↑  ”Artisten och syndikalisten Ewert Ljusberg död”. Arbetaren. 5 oktober 2021. https://www.arbetaren.se/2021/10/05/artisten-och-syndikalisten-ewert-ljusberg-dod/. Läst 14 oktober 2021.
7. ↑  "Charlie Granberg målar hyllning till bröderna Ljusberg i Hede" Arkiverad 5 september 2023 hämtat från the Wayback Machine.. Härjedalens kommun 30 juni 2022